# Arne Larsen (esquiador de fons)
Arne Larsen   (Koppang, 7 de juliol de 1909 - 29 de maig de 1981) va ser un esquiador de fons noruec que va competir durant la dècada de 1930. En el seu palmarès destaca una medalla de plata al Campionat del Món d'esquí nòrdic de 1938.
Larsen també va destacar com a atleta de fons. Guanyà la medalla de plata als campionats de Noruega d'Atletisme de 1938 i 1939 en els 5.000 i 10.000 metres. També guanyà dues medalles de bronze en camp a través el 1937 i 1938. Per tot plegat fou reconegut amb l'Egebergs Ærespris de 1939, el darrer vencedor abans de l'inici de la Segona Guerra Mundial.